# Searsia leptodictya
Searsia leptodictya är en sumakväxtart som först beskrevs av Friedrich Ludwig Diels, och fick sitt nu gällande namn av T.S.Yi, A.J.Mill. & J.Wen. Searsia leptodictya ingår i släktet Searsia och familjen sumakväxter. Inga underarter finns listade i Catalogue of Life.